# Saint-Jean-de-Lier
Saint-Jean-de-Lier är en kommun i departementet Landes i regionen Nouvelle-Aquitaine i sydvästra Frankrike. Kommunen ligger i kantonen Montfort-en-Chalosse som tillhör arrondissementet Dax. År 2022 hade Saint-Jean-de-Lier 407 invånare.

## Befolkningsutveckling
Antalet invånare i kommunen Saint-Jean-de-Lier
Referens:INSEE